# Čechovice (Prostějov)

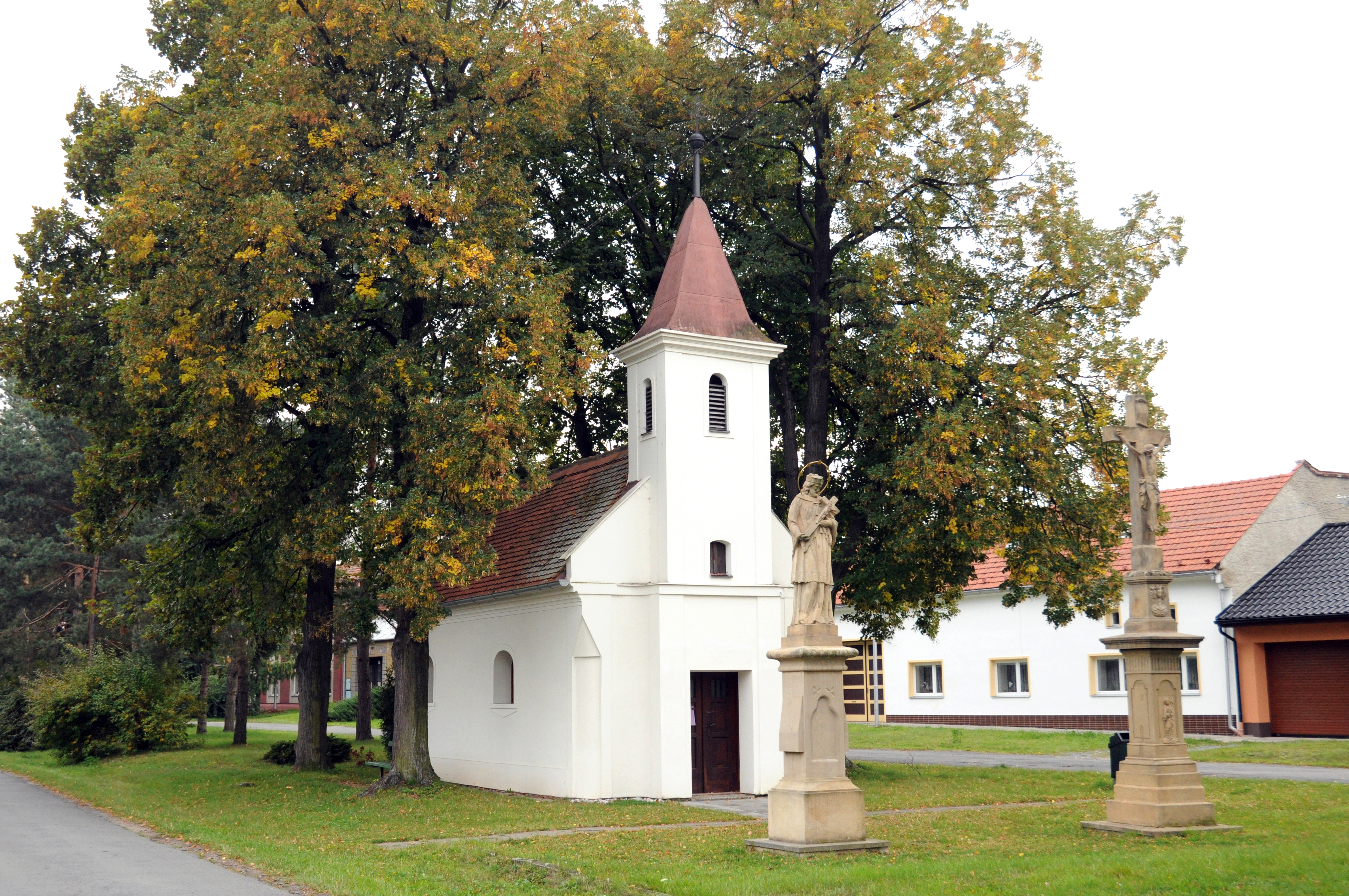
Dorfanger mit Kapelle der hl. Anna

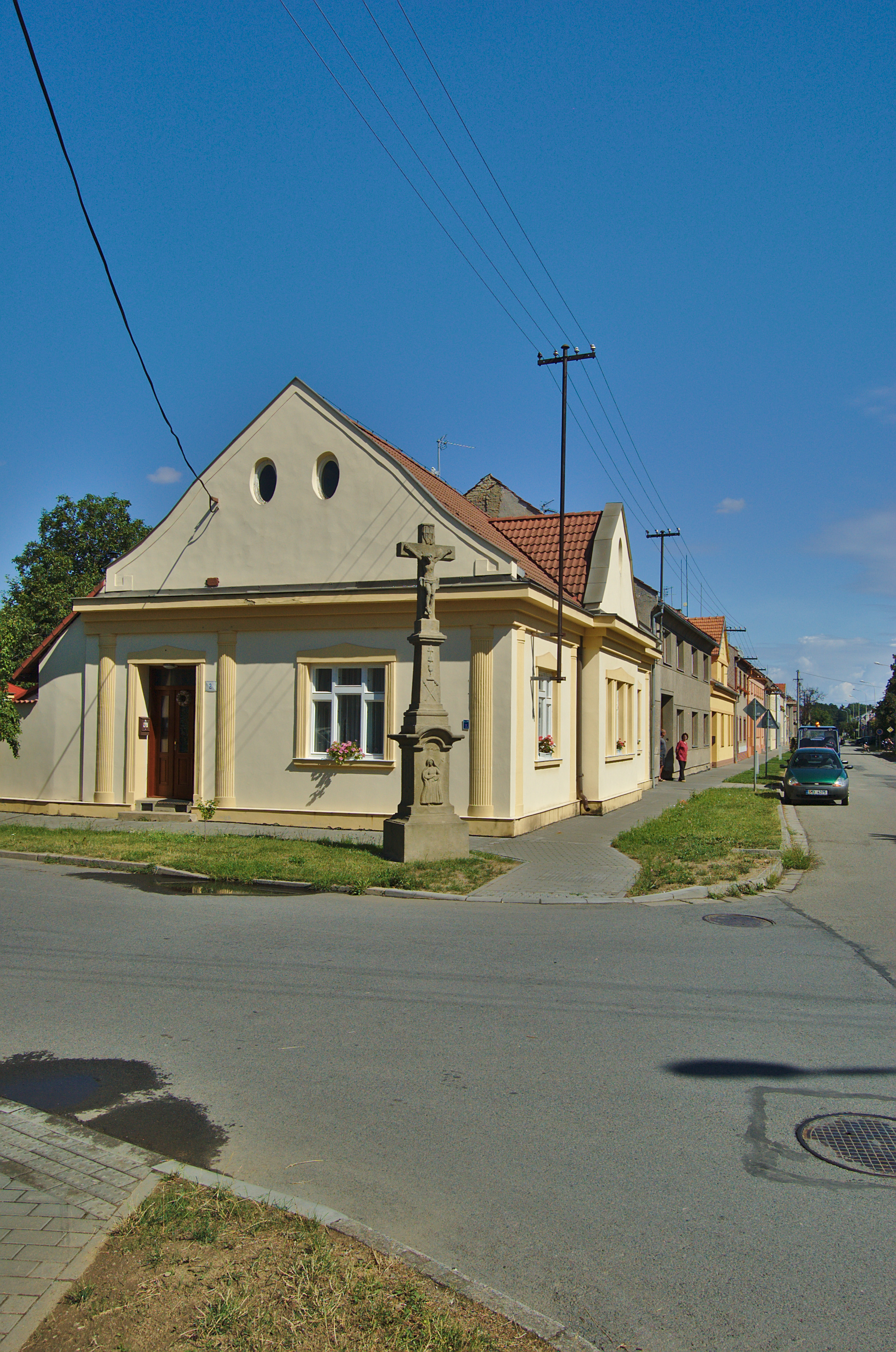
Haus Nr. 188

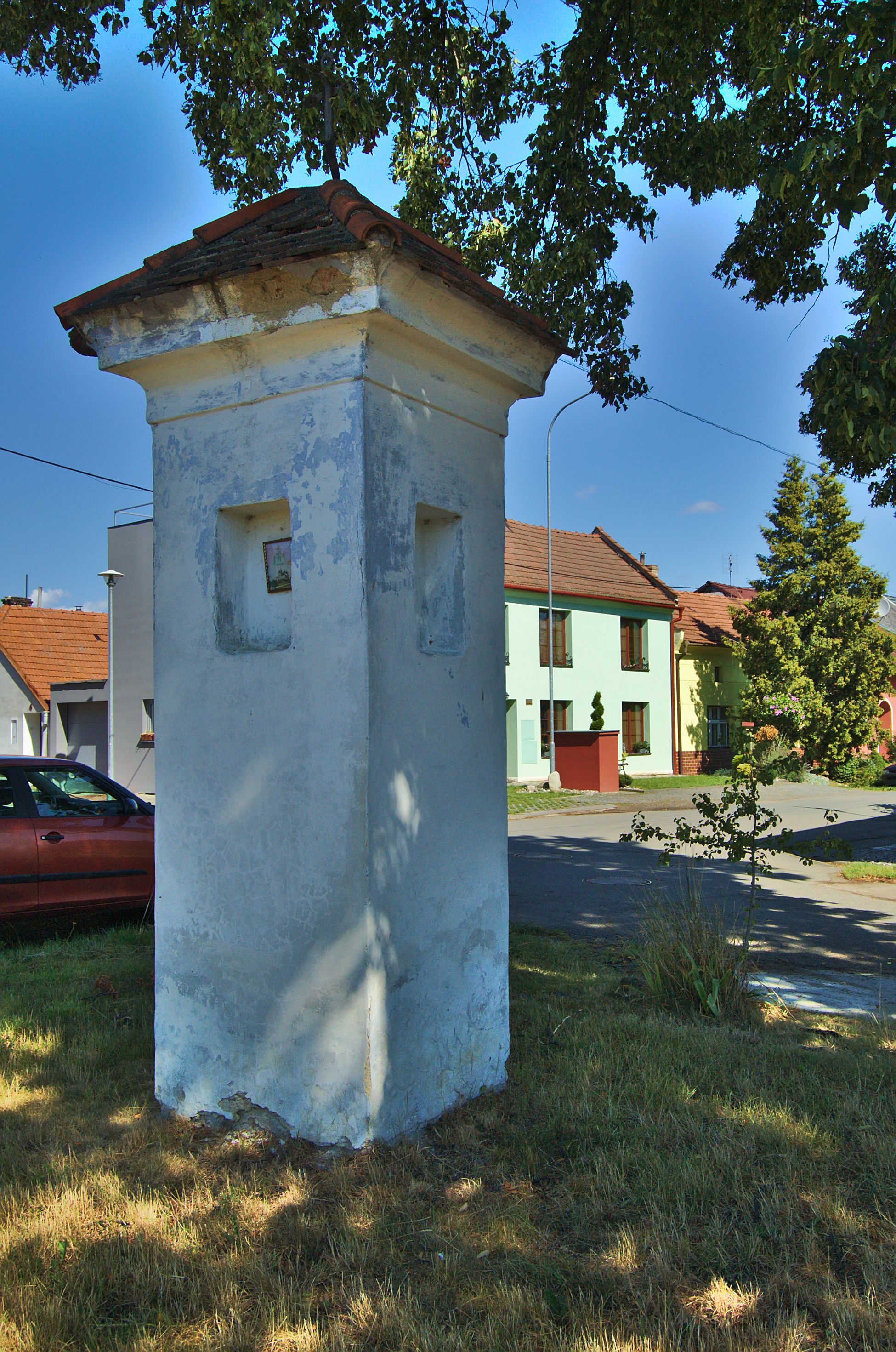
Bildstock

Čechovice (deutsch Czechowitz, 1939–45 Tschechowitz) ist ein Ortsteil der Stadt Prostějov in Tschechien. Er liegt drei Kilometer westlich des Stadtzentrums von Prostějov und gehört zum Okres Prostějov.

## Geographie
Das Längsangerdorf Čechovice befindet sich in der Obermährischen Senke (Hornomoravský úval) am Čechovický náhon bzw. Mlýnský náhon (Proßnitzer Mühlgraben). Nördlich von Čechovice fließt der Bach Hloučela. Im Südwesten erheben sich der Chlum (412 m. n.m.) und der Kotouč (358 m. n.m.). Am nördlichen Ortsrand verläuft die Staatsstraße I/150 zwischen Prostějov und Boskovice.
Nachbarorte sind Kostelec na Hané und Čelechovice na Hané im Norden, Smržice und Sídliště Hloučela im Nordosten, Krasice im Osten, Žešov im Südosten, Určice und Seloutky im Süden, Prostějovičky und Krumsín im Südwesten, Domamyslice im Westen sowie Lešany und Bílovice im Nordwesten.

## Geschichte
Die erste urkundliche Erwähnung des Ortes und der Feste Čechovice erfolgte im Jahre 1310 als Teil des Plumlover Burgbannes. Die Feste war der Stammsitz des Geschlechts Čechovský von Čechovic. Als König Johann von Luxemburg 1322 die Burg Plumlov an Wok von Krawarn verkaufte, wurde auch die Feste Čechovice unter den zugehörigen Gütern aufgeführt. Später ging Čechovice zusammen mit Krasice als Mitgift an Margarethe von Krawarn. Sie trat 1353 darauf 300 Mark an ihren Mann, Wilhelm von Herstein (Vilém z Hernštejna), ab. Dieser verschrieb zwei Jahre später seiner zweiten Frau Klara 250 Mark auf beide Dörfer. Nachdem Čechovice wieder zur Burg Plumlov zurückgelangt war, versicherte Wenzel von Krawarn 1373 seiner Frau Elisabeth 150 Mark auf Čechovice und Smržice. Im Jahre 1376 trat Wenzel von Krawarn dem Olmützer Domkapitel neuneinhalb Lahn von Čechovice mit einer Mühle, einer Schänke und zwei Gehöften als Ausgleich für eine vom schlesischen Dorf Hoštice zu leistende Zahlung ab. Kurz darauf veräußerte er auch die übrigen Teile des Gutes Čechovice an verschiedene Besitzer. Im Jahre 1379 gehörte Čechovice anteilig dem Olmützer Domkapitel, Smil von Líšnice, Vlček von Opatovic sowie Jan von Říčan; dabei wurde die Feste letztmals erwähnt. Da jedoch keiner der Grundherren als Besitzer der Feste aufgeführt ist, wird angenommen, dass sie zu dieser Zeit schon wüst lag und danach gänzlich verschwand.
Als König Ladislaus Jagiello im Jahre 1492 Wilhelm von Pernstein mit Mostkovice und weiteren Gütern belehnte, gehörte Čechovice bereits wieder gänzlich zur Herrschaft Plumenau. 
Nach dem Tode des Johann von Pernstein verkauften dessen Erben die verschuldete Herrschaft Plumenau im Jahre 1600 an Karl von Liechtenstein; sie wurde damit Teil des großen Majorates des Hauses Liechtenstein. Während des Dreißigjährigen Krieges wurde Čechovice verwüstet. Der herrschaftliche Meierhof wurde 1786 verkauft.
Im Jahre 1835 bestand das im Olmützer Kreis gelegene Dorf Czechowitz bzw. Čechowice aus 68 Häusern mit 464 mährischsprachigen Einwohnern. Haupterwerbsquelle bildete die Landwirtschaft. Pfarr- und Schulort war Moskowitz. Am 20. April 1836 erbte Fürst Alois von und zu Liechtenstein die Herrschaft. Bis zur Mitte des 19. Jahrhunderts blieb Czechowitz der Fideikommissherrschaft Plumenau untertänig.
Nach der Aufhebung der Patrimonialherrschaften bildete Čechovice / Czechowitz ab 1850 eine Gemeinde im Gerichtsbezirk Proßnitz. Ab 1869 gehörte Čechovice zum Bezirk Proßnitz; zu dieser Zeit hatte das Dorf 582 Einwohner und bestand aus 85 Häusern. In dieser Zeit begann der Wandel von einem aus Häusern um den Anger bestehenden Bauerndorf zu einem Vorort von Proßnitz; ein Teil der Bewohner arbeitete in den Proßnitzer Textilfabriken. Im Jahre 1900 lebten in Čechovice 761 Personen; 1910 waren es 985. 1912 entstand eine Grundschule. Nach dem Ersten Weltkrieg zerfiel der Vielvölkerstaat Österreich-Ungarn, das Dorf wurde 1918 Teil der neu gebildeten Tschechoslowakischen Republik. Beim Zensus von 1921 lebten in den 180 Häusern von Čechovice 995 Personen, darunter 991 Tschechen und ein Deutscher. In dieser Zeit wuchs Čechovice immer mehr mit Krasice und Prostějov zusammen. 1930 bestand Čechovice aus 204 Häusern und hatte 1067 Einwohner. Von 1939 bis 1945 gehörte Čechovice / Tschechowitz zum Protektorat Böhmen und Mähren. Nach der Errichtung des Truppenübungsplatzes Wischau wurde ein Teil der Bewohner der abgesiedelten Dörfer nach Čechovice umgesiedelt. Mit 1278 Einwohnern erreichte Čechovice im Jahre 1944 die höchste Bevölkerungszahl in seiner Geschichte. Im Jahre 1950 hatte Čechovice 1073 Einwohner. 1957 erfolgte die Gründung einer JZD. Im Jahre 1961 wurde Čechovice mit Domamyslice zu einer Gemeinde Čechovice-Domamyslice  zusammengeschlossen. Am 1. Juli 1976 wurden Čechovice und Domamyslice nach Prostějov eingemeindet. Beim Zensus von 2001 lebten in den 390 Häusern von Čechovice 1050 Personen.

## Ortsgliederung
Der Ortsteil Čechovice umfasst die durch Domamyslice voneinander getrennten Katastralbezirke Čechovice u Prostějova (231 ha) und Čechovice-Záhoří (117 ha).

## Sehenswürdigkeiten
- Neobarocke Kapelle der hl. Anna auf dem Dorfanger, sie wurde 1854 erstmals erwähnt[3]
- Bildstock, am südlichen Ortsausgang
- Statue des hl. Johannes von Nepomuk, vor der Kapelle
- Steinernes Kreuz, vor der Kapelle
- Steinernes Kreuz, vor dem Haus Nr. 188
- Gedenkstein für die Gefallenen des Ersten Weltkrieges
- Burgstätte Na Čechovicku auf dem Záhoří, auf der Kuppe bestand während der Spätsteinzeit und Trichterbecherkultur eine befestigte Siedlung. Das 4 ha große Areal wurde seit 1898 mehrfach archäologisch untersucht.[4]
- Naturdenkmal Dolní vinohrádky in Záhoří, die Steppenflora mit Population des Flaum-Steinrösleins ist seit 1952 auf einer Fläche von 0,38 ha unter Schutz gestellt.[5]